# زلزال مورشيسون 1929
زلزال مورشيسون 1929 هو زلزالٌ وقعَ في مورشيسون ‏ في نيوزيلندا بتاريخ 17 يونيو 1929.